# Здание Опекунского совета Императорского Воспитательного дома
Здание Опекунского совета Императорского Воспитательного дома — памятник архитектуры. Расположен в Санкт-Петербурге, современный адрес дома — Казанская улица, дом 7а.
Здание было решено построить в 1804 году, строительство шло в 1808—1810 годах по проекту Д. Кваренги. В нём, помимо Опекунского совета, управлявшего воспитательными домами, женскими институтами, сиротскими приютами, вдовьими домами, богадельнями и другими благотворительными учреждениями, размещалась сберегательная касса и ломбард. В здании два этажа.
Здание изначально длилось 50 метров, в 1834—1839 по проекту П. С. Плавова был пристроен с южной стороны корпус, увеличивший протяжённость вдвое.
Во второй половине 1850-х годов длина здания была увеличена до 150 метров П. И. Таманским. Он же переделал фасады, вид которых сохранился до сих пор. До Таманского у здания был скромный фасад, без колонн и пилястр, с одним очень большим фронтоном.
После 1917 года Опекунский совет переделали в Министерство государственного призрения, позднее в здании располагалась 221 школа. В 1920-е годы в доме оставался архив учреждений ведомства Марии Фёдоровны и Губернский отдел народного образования (ГубОНО). В 1930-е годы его сменил Институт гражданского воздушного флота.
С 2014 года в здании находится Пространство FREEDOM.

## Интерьеры

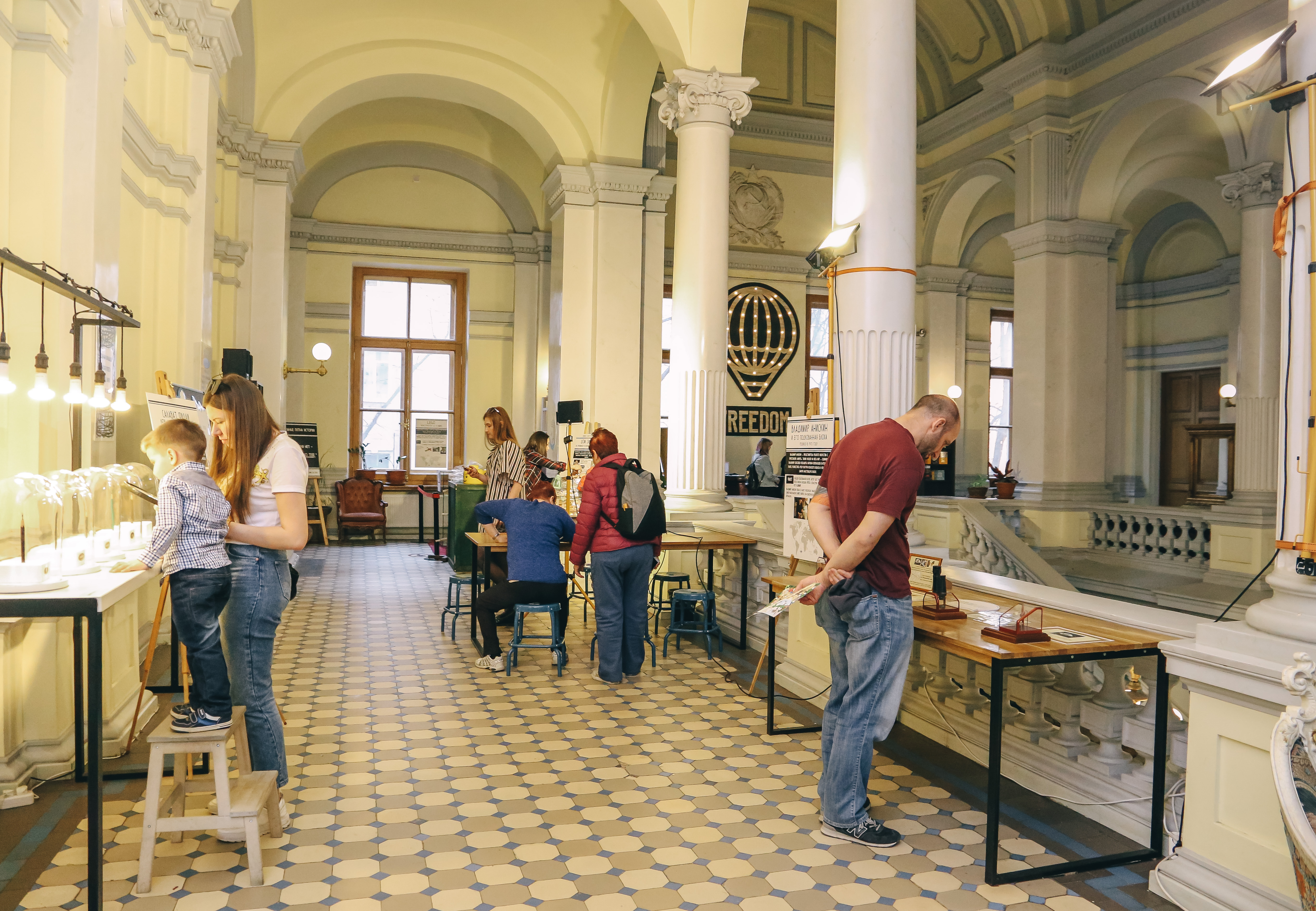
Вестибюль, второй этаж

При Кваренги помещения обоих этажей и в подвалов были перекрыты сводами; изначальные интерьеры в основном были утрачены при дальнейших перестройках. Одним из созданных архитектором известных помещений был «Зал с пеликанами», эмблемой Воспитательного дома.
Помимо деловых помещений в здании размещались квартиры чиновников.
Плавов в 1830-х перепланировал здание и создал примечательную парадную лестницу; вестибюль и парадная лестница известны как одни из лучших образцов классицизма тех годов. Основной художественный эффект вестибюля создают свободно стоящие колонны и полуколонны. На первом этаже стоят дорические колонны пестумского типа, на втором — колонны с упрощённой коринфской капителью, на которой расположен архитрав и модульоны. Над верхним вестибюлем — купол с кессонами, украшенный лепниной. Над архитравами колоннад и на парусах свода — аллегорические скульптуры, созданные А. И. Теребенёвым. Кессонированные своды и лепнину можно найти и в ряде других помещений здания.
При расширении здания Таманским была создана ещё одна парадная лестница.